# Димитриевич, Милош
Милош Димитриевич (серб. Милош Димитријевић; 16 февраля 1984, Белград, СФРЮ) — франко-сербский футболист, игравший на позиции полузащитника.

## Карьера

### Клубная

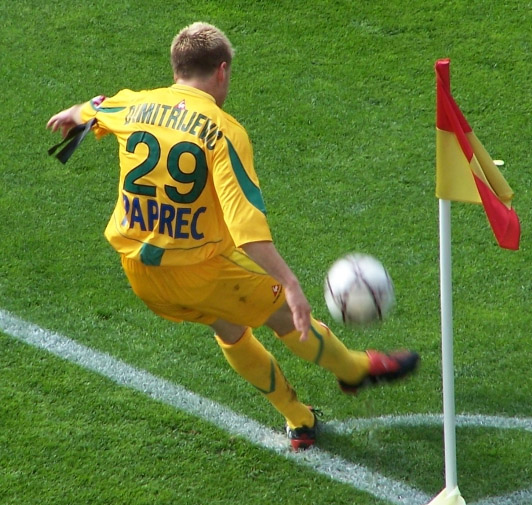
Димитриевич подаёт угловой

Уроженец Белграда, Милош в возрасте 7 лет переехал со своим отцом Зораном во Францию, который в то время подписал контракт с французским клубом «Дижон». Там Милош начал заниматься футболом. Свою карьеру игрока он начинал с футбольного клуба «Нант», где выступал за молодёжные и юношеские команды. В команду он попал благодаря стараниям Гуя Ильона, скаута «Нанса». Боевое крещение он прошёл в 2002 году на Кубке Гамбарделла, где также выступали Эмерс Фаэ и Жереми Тулалан. Дебютировал в составе команды 13 ноября 2004 в матче против лионского «Олимпика», выйдя на замену на 75-й минуте вместо Эмерса Фаэ. Первый полный матч провёл 2 апреля 2005 года против «Осера».
Отыграв почти 4 года в клубе, Димитриевич вскоре перешёл в «Гренобль», тогда ещё игравший в Лиге 2 (вскоре поднялся в Лигу 1). Наставником серба тогда был Меча Баздаревич. В июне 2009 года Димитриевич отказался продлевать контракт с французской командой и покинул её расположение. Ему поступило предложение от «Севильи», но он предпочёл отправиться в клуб своей родины — белградскую команду «Рад». Успешно проведя сезон 2009/10, Димитриевич получил предложения от двух команд — «Партизана» и «Црвены звезды». После размышлений Милош предпочёл второе предложение. Перед этим Димитриевич отыграл в сезоне 2010/11 за «Рад» и за «Кьево», с ним был подписан контракт 30 января 2011.
10 июня 2011 года Милош заключил контракт с «красно-белыми». В апреле 2013 года из-за финансовых проблем клуба вынужден был покинуть команду.
В январе 2014 года заключил контракт на один сезон с клубом А-Лиги «Сидней». Дебютировал 18 января 2014 года в матче с клубом «Сентрал Кост Маринерс» заменив на 66-й минуте Ника Карла. 28 июля 2015 года продлил контракт на два года.

### В сборной
В составе сборной Франции до 18 лет Милош провёл одну игру, однако впоследствии предпочёл выступать за свою родину, несмотря на предложения и от итальянцев (в то время, когда он играл в «Кьево»). Также у Милоша значится одна игра за молодёжную команду Сербии и Черногории. Впервые он, будучи игроком «Рада», был вызван на матч против Болгарии 17 ноября 2010, однако в матче против своего будущего клуба — «Црвены звезды» — получил серьёзную травму и в итоге не смог принять участие даже в предматчевой тренировке.

## Личная жизнь
Сын Зорана Димитриевича, бывшего футболиста «Црвены звезды».

## Достижения
- Обладатель Кубка Сербии: 2011/12